# Эрдемир, Орхан
Орхан Эрдемир (тур. Orhan Erdemir; род. 29 июня 1963, Стамбул) — турецкий футболист, игравший на позиции вратаря, позже футбольный судья и футбольный функционер.

## Карьера судьи
Уроженец стамбульского района Ешилькёй. Играл на профессиональном уровне два года на позиции вратаря, выступая за клуб «Сулеймание», но его карьеру прервала серьёзная травма стопы. Отец отправил Эрдемира учиться в США, где тот пытался попасть на просмотр в «Нью-Йорк Космос», а затем играл за студенческую команду «Колледж-Пойнт», выйдя с ней в первый дивизион за два сезона и получив стипендию спортсмена. Вынужден был вернуться в домой по семейным обстоятельствам. Позже записался на курсы судей, судить матчи стал с 1985 года. По официальной профессии был страховым агентом
С 1994 по 2005 годы Эрдемир судил матчи чемпионата Турции и за 12 сезонов отработал на 136 матчах (в том числе на двух Межконтинентальных дерби. 25 марта 1998 года судил первый матч финала Кубка Турции между «Бешикташем» и «Галатасарем» (1:1).
С 1999 по 2002 годы был в списке арбитров ФИФА, судил матчи Кубка УЕФА, квалификационные матчи Лиги чемпионов УЕФА, матчи Кубка Интертото, отборочных циклов чемпионата Европы и чемпионата мира (зона УЕФА), а также товарищеские матчи сборных. В 2001 году судил матчи молодёжного чемпионата мира в Аргентине, отработав на групповом этапе и в 1/8 финала. Всего в еврокубках отработал на 9 матчах. Позже работал судейским инспектором на матчах Суперлиги.

## Личная жизнь
При рождении получил имя Орхан, однако его таким именем называл только отец, а мать дала ему имя Ахмет в честь его прадеда по материнской линии: этим именем его называют близкие. Женат, есть сын.
4 октября 2024 года 61-летний Эрдемир был дисквалифицирован Турецкой федерацией футбола после публикации в Интернете порнографического видео с ним и 24-летней судьёй женского чемпионата Турции Элиф Караарслан (судила матчи женской Суперлиги с 2021 года). Изначальная дисквалификация составила 45 дней Эрдемиру и 90 дней Караарслан, но затем дисквалификацию для обоих сделали бессрочной. Сам инспектор утверждал, что подобные связи в ТФФ не были запрещены, а девушка настаивала, что видео является результатом монтажа. Касаемо своей дисквалификации Эрдемир заявил, что этим видео была разрушена его репутация и карьера.